# Cassie Lang
Cassandra (Cassie) Lang is een personage uit de strips van Marvel Comics. Ze kwam voor het eerst voor in Marvel Premiere #47 (april 1979) en werd bedacht door David Michelinie en John Byrne. Cassie Lang is de dochter van Scott Lang en wordt later een superheldin die vooral bekend staat als Stature.

## Biografie
Cassie Lang wilde toen ze jonger was net zoals haar van vader Scott Lang ook een superheld zijn. Toen ze ouder werd groeide ze op tussen The Avengers omdat ze zich later bij de Avengers zou aansluiten. Cassie stelde zich in het geheim bloot aan de Pymdeeltjes die hij vader gebruikt om te groeien en te krimpen. Na de dood van haar vader werd Cassie lid van de Young Avengers. Hierbij maakt Cassie gebruikt van de Pymdeeltjes en gaat ze door het leven als onder andere Stinger en Stature.

## In andere media

### Marvel Cinematic Universe
Sinds 2015 verscheen dit personage in de Marvel Cinematic Universe en wordt vertolkt door Abby Ryder Fortson, Emma Fuhrmann en Kathryn Newton. Cassie verschijnt voor het eerst op haar eigen verjaardag feestje waar Scott Lang langs komt om haar te feliciteren. Later bedreigt Yellowjacket haar maar de plannen van Yellowjacket worden gestopt door Scott Lang. Cassie Lang verschijnt later in een andere film waarin ze bij haar vader langs mag komen en met haar vader praat over verschillende dingen. Hierna vermoord Thanos de helft van alle levende wezens waardoor Cassie denkt dat haar vader ook dood is. Dit blijkt niet zo te zijn ziet ze vijf jaar later. Haar vader keert terug nadat hij vijf jaar vast zat in de Quantum Realm waardoor Cassie nu 15 jaar oud is. Cassie Lang is te zien in de volgende films:
- Ant-Man (2015)
- Ant-Man and the Wasp (2018)
- Avengers: Endgame (2019)
- Ant-Man and the Wasp: Quantumania (2023)